# La China del Siglo XXI
La China del Siglo XXI es un ensayo escrito por Marcelo Muñoz Álvarez desde su conocimiento de China por su experiencia empresarial desde el año 1978. Publicado en el año 2018 es un libro de referencia para políticos como José Luis Rodríguez Zapatero que lo mencionó en su ponencia durante el foro China-Europa sobre Reforma y Globalización, celebrado en marzo de 2021.

## Sinopsis
La China del Siglo XXI es un ensayo a partir del análisis de los datos sobre la evolución de la población china, la gestión política, la economía, la educación, la transformación tecnológica y los aspectos culturales para visionar el futuro que los planes políticos planifican y desean. Marcelo Muñoz Álvarez analiza los datos desde la experiencia vivida en sus cuarenta años de trabajo con China.

## Historia
La China del Siglo XXI es el libro con el que su autor, Marcelo Muñoz Álvarez, celebra sus cuarenta años de relaciones con China, desde que viajó en 1978 a la República Popular China para iniciar su andadura empresarial. El libro revisa la transformación de la sociedad china desde el conocimiento y la experiencia vivida por el autor durante su trabajo y vida en China como empresario. La transformación del comunismo chino en un "socialismo con características chinas" que integra aspectos de la economía de mercado para evolucionar a la potencia económica que es y quiere ser en el siglo XXI.
La China del Siglo XXI recoge la realidad de que China vuelve a estar presente en el mundo como lo estuvo durante más de dos mil años, en el centro del mundo con una visión global. Las preguntas que se plantea a lo largo del libro hilvanan la estructura del ensayo, así se van desentrañando las cuestiones sobre las posiciones occidentales y chinas, Europa, Estados Unidos, el multilateralismo, el futuro de las naciones líderes mundiales, a nivel económico, social, tecnológico, creativo, cultural.
La China del Siglo XXI es referencia por su contenido específico de datos contrastados sobre China y ha sido citado por José Luis Rodríguez Zapatero en su ponencia Global China for a shared future of certainties and hope, publicado por el China Daily Global en el foro de marzo de 2021, Foro China-Europa sobre Reforma y Globalización, organizado por China Daily.